# Evelína Studénková
Eva „Evelína“ Studénková (rozená Jirková, rozvedená Kachlířová, * 22. července 1980 Vrchlabí) je česká divadelní herečka.
Jmenuje se Eva, Evelíno jí začala občas říkat matka a sama toto jméno posléze začala používat jako umělecký pseudonym. Její otec Miroslav Jirka a jeho bratr František Jirka byli motokrosoví závodníci. Od malička se věnovala zejména sportovní gymnastice, ale i tanci i dalším sportům. Po střední škole neuspěla na přijímacích zkouškách na muzikálové herectví na Divadelní fakultě Janáčkovy akademie múzických umění v Brně, proto jeden rok studovala na Vyšší odborné škole herecké v Praze. Po roce byla na muzikálové herectví na Divadelní fakultě JAMU přijata, studovala u Zdeny Herfortové. Studium dokončila v roce 2003. Posléze získala angažmá v Městském divadle Brno.
V červnu 2008 si vzala svého kolegu z Městského divadla Brno, hlavního osvětlovače Davida Kachlíře. V srpnu 2015 se vdala za herce Ondřeje Studénku.

## Role vMěstském divadle Brno
- Beatrice Rasponi – Sluha dvou pánů
- Rusalina – Cikáni jdou do nebe
- Chava – Šumař na střeše
- Čára – West Side Story
- Zuzana – Jesus Christ Superstar
- Žena v Eastwicku – Čarodějky z Eastwicku
- Bianka – Zkrocení zlé ženy
- Elaine Harperová – Jezinky a bezinky
- Nicoletta von Niebuhr – Mefisto
- Kňoura-mžoura – Cats
- Babička Addamsová – The Addams Family